# Witton Gilbert
Witton Gilbert ist ein Dorf und Civil Parish in der englischen Unitary Authority County Durham 6 Kilometer nordwestlich von Durham. Die Gemeinde hatte beim Zensus 2021 insgesamt 2529 Einwohner.

## Geographie
Witton Gilbert liegt im Norden Englands nordwestlich von Durham im Landesinneren etwa sechs Kilometer nordwestlich der Stadt Durham.  Der Fluss Browney fließt südlich des Dorfes, während Dene Burn, einer seiner Nebenflüsse, durch Witton Gilbert fließt. Teile des Parks von Beaurepaire des Priors von Durham befinden sich innerhalb der Grenzen von Witton Gilbert.
Verwaltungsgeographisch gehört das Civil Parish zur Unitary Authority County Durham in der Region North East England. Auch zeremoniell gehört es zur Grafschaft County Durham. Wahlkreisgeographisch zählt Witton Gilbert zum britischen Wahlkreis Durham.

## Geschichte
Es gibt archäologische Beweise dafür, dass das Gebiet in der späten Jungsteinzeit und in der Bronzezeit erstmals besiedelt wurde. Eine kleine römische Siedlung in Crookton auf der anderen Seite des Flusses Browney bestand als Siedlung bis ins 13. Jahrhundert.
Witton Gilbert ist eine mittelalterliche Stadt angelsächsischen Ursprungs. Witton hieß ursprünglich Witun (Wit bedeutet Weißes Haus und Tun bedeutet befestigter Ort). Die Bezeichnung „Gilbert“ wurde später hinzugefügt und könnte sich auf den normannischen Lord Gilbert de la Ley, einen Großgrundbesitzer im 12. Jahrhundert, oder einen späteren Lord Gilbert de la Latone beziehen. Im Mittelalter war Witton Gilbert für den Klerus von Durham sehr wichtig und wurde zu deren Wohnsitz. Andere gelegentliche Bewohner waren englische Angehörige des Hochadels wie König Eduard I., König Eduard III. sowie Philippa, eine Tochter des englischen Königs Heinrich IV.
Im frühen 14. Jahrhundert begann in der Gemeinde der Kohlebergbau  aus Glockengruben, die Vorkommen wurden jedoch bald erschöpft. Die erste Schule im Dorf ist aus den 1660er Jahren bekannt, ein Schulhaus wurde 1720 in der Front Street gebaut. 1875 wurde die Wesleyan Methodist Chapel gebaut. Von 1894 bis 1937 bildeten Witton Gilbert und das benachbarte Sacriston eine gemeinsame Civil Parish. Nahe gelegene Zechen beschäftigten zahlreiche Arbeiter, von denen sich viele in Witton Gilbert niederließen, so dass die Bevölkerung 1896 Berichten zufolge zwischenzeitlich auf etwa 4400 Menschen angewachsen war.

## Infrastruktur
Von der Zeit nach dem Ersten Weltkrieg bis kurz nach der Verstaatlichung der Kohleindustrie wurde wieder Kohle in einem kleinen Tagebau gefördert. Einige der ersten Sozialwohnungen Englands wurden zu Beginn des 20. Jahrhunderts gebaut, weitere Wohnsiedlungen entstanden in den 1960er und 1970er Jahren. 1996 wurde eine Umgehungsstraße südlich des Dorfes eröffnet.